# Mariko Koike
Mariko Koike (小池 真理子?, Koike Mariko; Tokyo, 28 ottobre 1952) è una scrittrice giapponese.

## Biografia
Nata nel 1952 a Tokyo, si è laureata in letteratura all'Università Seikei.
Dopo aver lavorato come redattrice, nel 1978 ha pubblicato la sua prima opera, una raccolta di saggi dal titolo provocatorio Raccomandazioni per la donna malvagia intellettuale, mentre il suo esordio nella narrativa è avvenuto nel 1985 con il romanzo L'affare del terzo mercoledì.
Sposata con lo scrittore Yoshinaga Fujita, morto nel 2020,, nel corso della sua prolifica carriera ha spaziato dal giallo al J-Horror fino al romanzo rosa.
Tra i riconoscimenti ottenuti dall'autrice si ricorda il Premio Naoki ottenuto nel 1995 per Koi.

## Opere tradotte in italiano

### Romanzi
- Il gatto nella bara (Hitsugi no naka no neko, 1990), Roma, Atmosphere, 2022 traduzione di Giulia Colelli ISBN 978-88-6564-406-5.

## Adattamenti cinematografici (parziale)
- Kadokawa Mystery & Horror Tales Vol. 1, regia di AA. VV. (2003)
- Yokubô, regia di Tetsuo Shinohara (2005)
- Ichijiku no Mori, regia di Tomoyuki Furumaya (2014)
- Nijû seikatsu, regia di Yoshiyuki Kishi (2016)
- Mubansô, regia di Hitoshi Yazaki (2016)

## Premi e riconoscimenti

### Vincitrice
Mystery Writers of Japan Award
- 1988 nella sezione "Miglior Racconto" per Tsuma no Onna Tomodachi[8]

Premio Naoki
- 1995 per Koi[9]

Premio letterario Eiji Yoshikawa
- 2013 per Chinmoku no Hito[10]